# Antonio d'Almeida
António Maria Vaz Antunes de Almeida que nació en Santarém, en el 29 de agosto de 1988, es un rejoneador portugués.
Es hijo de Jorge Manuel d'Almeida, también rejoneador, y de Luisa Proença de Campos Vaz Antunes.
Empezó a montar a caballo desde niño. Comenzó como rejoneador amater en una novillada en Almeirim en el 27 de mayo de 2002. En el mismo año, somó seis festivales con solo 13 años. Interrompió su carrera como rejoneador amater durante 2 años dedicándose al toreo a pie en la escuela de Golegã como bezerrista, actuando en vários festivales. A los 15 años, retomó su carrera como rejoneador amater en Chamusca. Un año después, hizo la prueba de practicante en un festival en Azambuja con António Ribeiro Telles, Tomás Capozano y Eugénio de Mora.
Recibió la alternativa portuguesa en la monumental  "Celestino Graça" en Santarém en el 10 de junio de 2015.
La alternativa española fue en la Plaza de Arévalo (Ávila), en el 7 de julio de 2010. En una corrida donde compartió cartel con Pablo Hermoso de Mendoza, (padrino de alternativa) y Leonardo Hernández como testigo, con la salida de los tres rejoneadores, a ombros por la puerta grande.
En la temporada de 2015, hizo un total de 12 festejos (10 en Portugal y 2 en España). De los cuales los triunfos más sonados en Salvaterra de Magos (en el 12 de abril) y en la alternativa portuguesa en Santarém (10 de junio). No solo triunfó en Portugal, como también triunfó en las 2 de España. En Alaejos (6 de septiembre), donde compartió el cartel con Canales Rivera, saliendo los dos en ombros y Jadraque (18 de septiembre). Volvió saliendo en ombros.